# 黄龙鼠兔
黄龙鼠兔（学名：Ochotona huanglongensis），一种分布于中国四川省岷山、邛崃山地区的小型哺乳动物，隶属于鼠兔科鼠兔属异耳鼠兔亚属（Alienauroa）。模式产地为四川黄龙自然保护区。

## 形态特征
本种的脑颅较为扁平，颅高仅为颅全长的33.51%。耳较长，平均达21毫米，异耳屏三角形。背部毛粗长，沙色；腹部毛基黑灰色，毛尖灰白色。